# Andrea Jung
Andrea Jung (Toronto, Canadá, 1957) es una filóloga y ejecutiva canadiense.

## Trayectoria
Desde el año 2001 hasta 2012, fue la directora ejecutiva de la empresa Avon Products, Inc. y una de las ejecutivas más influyentes del mundo empresarial.
En su momento fue la primera vez en la historia de aquella empresa que una mujer asumió ese cargo.
Sus padres son chinos con nivel de formación profesional, que emigraron a Canadá y luego se radicaron en los Estados Unidos para darle la mejor educación a su hija, en la Universidad de Princeton.
Actualmente pertenece a la junta de directores de Apple Inc.